# John W. Heselton

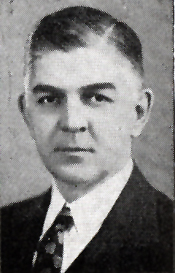
John W. Heselton

John Walter Heselton (* 17. März 1900 in Gardiner, Maine; † 19. August 1962 in Vero Beach, Florida) war ein US-amerikanischer Politiker. Zwischen 1945 und 1959 vertrat er den Bundesstaat Massachusetts im US-Repräsentantenhaus.

## Werdegang
John Heselton besuchte die öffentlichen Schulen seiner Heimat und das Amherst College.  Zwischen Oktober und Dezember 1918 diente er in der US Army. Nach einem anschließenden Jurastudium an der Harvard University und seiner 1926 erfolgten Zulassung als Rechtsanwalt begann er in Greenfield in diesem Beruf zu arbeiten. Außerdem engagierte er sich im Bankgewerbe. Gleichzeitig schlug er als Mitglied der Republikanischen Partei eine politische Laufbahn ein. Zwischen 1932 und 1935 saß er im Gemeinderat von Deerfield. Von 1935 bis 1938 war er Präsident der staatlichen Vereinigung der Kommunalpolitiker (Massachusetts Selectmen′s Association). Zwischen 1928 und 1938 gehörte Heselton dem Vorstand der Republikaner in Deerfield am. In den Jahren 1936 und 1938 war er auch Mitglied im Staatsvorstand seiner Partei. Beruflich arbeitete er zwischen 1939 und 1944 als Staatsanwalt für den nordwestlichen Teil von Massachusetts.
Bei den Kongresswahlen des Jahres 1944 wurde Heselton im ersten Wahlbezirk seines Staates in das US-Repräsentantenhaus in Washington, D.C. gewählt, wo er am 3. Januar 1945 die Nachfolge von Allen T. Treadway antrat. Nach sechs Wiederwahlen konnte er bis zum 3. Januar 1959 sieben Legislaturperioden im Kongress absolvieren. In seine Zeit im Kongress fielen das Ende des Zweiten Weltkriegs, der Beginn des Kalten Krieges, der Koreakrieg und innenpolitisch die Bürgerrechtsbewegung.
1958 verzichtete John Heselton auf eine erneute Kongresskandidatur. Nach dem Ende seiner Zeit im US-Repräsentantenhaus praktizierte er wieder als Anwalt. Er starb am 19. August 1962 in Vero Beach und wurde in New Orleans beigesetzt.